# 皮埃龍 (伊利諾伊州)
皮埃龍（英語：Pierron）是位於美國伊利諾伊州邦德縣和麥迪遜縣的一個村落。

## 地理
皮埃龍的座標為38°46′44″N 89°33′34″W / 38.77889°N 89.55944°W，而該地最高點為海拔高度156米（即512英尺）。

## 人口
根據2010年美國人口普查的數據，皮埃龍的面積為2.20平方千米，均為陸地。當地共有人口600人，而人口密度為每平方千米272人。